# Afghanistan op de Olympische Zomerspelen 2012
Afghanistan was een van de deelnemende landen aan de Olympische Zomerspelen 2012 in Londen, Verenigd Koninkrijk van 27 juli tot en met 12 augustus. Zes Afghaanse atleten werden geselecteerd voor de spelen, zij namen deel in vier verschillende sporten. Nesar Ahmad Bahawi werd geselecteerd om de Afghaanse vlag te dragen tijdens de openingsceremonie. Rohullah Nikpai, die in 2008 de eerste Afghaanse medaille op de Olympische Spelen behaalde, kreeg het voor elkaar opnieuw brons te behalen bij de mannen -68kg.

## Medailleoverzicht
De volgende Afghanen behaalde tijdens de Olympische Zomerspelen 2012 een medaille.
| Sport     | Olympiër        | Onderdeel     | Medaille |
| --------- | --------------- | ------------- | -------- |
| Taekwondo | Rohullah Nikpai | tot 68 kg (m) | Brons    |

## Deelnemers en resultaten
(m) = mannen, (v) = vrouwen 

### Atletiek
| Olympiër          | Onderdeel | Resultaat | Prestatie                |
| ----------------- | --------- | --------- | ------------------------ |
| Massoud Azizi     | 100m (m)  | 66e       | voorronde 4: 6e in 11,19 |
|                   |           |           |                          |
| Tahmina Kohistani | 100m (v)  | 78e       | voorronde 4: 9e in 14,42 |

### Boksen
| Olympiër     | Onderdeel | Resultaat | Prestatie                         |
| ------------ | --------- | --------- | --------------------------------- |
| Ajmal Faisal | -52kg (m) | 17e       | 1e ronde: V van FRA Oubaali: 9-22 |

### Judo
| Olympiër       | Onderdeel | Resultaat | Prestatie                             |
| -------------- | --------- | --------- | ------------------------------------- |
| Ajmal Faizzada | -66kg (m) | 33e       | 1e ronde: V van HUN Ungvari: waza-ari |

### Taekwondo
| Olympiër           | Onderdeel | Resultaat | Prestatie |
| ------------------ | --------- | --------- | --- |
| Rohullah Nikpai    | -68kg (m) | Brons     | 1e ronde: W van POL Loniewski: 12–5 kwartfinale: V van IRI Motamed: 4–5 herkansingen: W van CAF Boui: 14–2 bronzen finale: W van GBR Stamper: 5-3      |
| Nesar Ahmad Bahawi | -80kg (m) | 5e        | 1e ronde: W van MAR Chernoubi: 4–3 kwartfinale: V van ARG Crismanich: 1-9 herkansingen: W van NZL Scott: 11-6 bronzen finale: V van ITA Sarmiento: 0-4 |

Afghanistan · Albanië · Algerije · Amerikaanse Maagdeneilanden · Amerikaans-Samoa · Andorra · Angola · Antigua en Barbuda · Argentinië · Armenië · Aruba · Australië · Azerbeidzjan · Bahama's · Bahrein · Bangladesh · Barbados · België · Belize · Benin · Bermuda · Bhutan · Bolivia · Bosnië en Herzegovina · Botswana · Brazilië · Britse Maagdeneilanden · Brunei · Bulgarije · Burkina Faso · Burundi · Cambodja · Canada · Centraal-Afrikaanse Republiek · Chili · China · Chinees Taipei · Colombia · Comoren · Congo-Brazzaville · Congo-Kinshasa · Cookeilanden · Costa Rica · Cuba · Cyprus · Denemarken · Djibouti · Dominica · Dominicaanse Republiek · Duitsland · Ecuador · Egypte · El Salvador · Equatoriaal-Guinea · Eritrea · Estland · Ethiopië · Fiji · Filipijnen · Finland · Frankrijk · Gabon · Gambia · Georgië · Ghana · Grenada · Griekenland · Groot-Brittannië · Guam · Guatemala · Guinee · Guinee‑Bissau · Guyana · Haïti · Honduras · Hongarije · Hongkong · Ierland · IJsland · India · Indonesië · Irak · Iran · Israël · Italië · Ivoorkust · Jamaica · Japan · Jemen · Jordanië · Kaaimaneilanden · Kaapverdië · Kameroen · Kazachstan · Kenia · Kirgizië · Kiribati · Koeweit · Kroatië · Laos · Lesotho · Letland · Libanon · Liberia · Libië · Liechtenstein · Litouwen · Luxemburg · Macedonië · Madagaskar · Malawi · Maldiven · Maleisië · Mali · Malta · Marshalleilanden · Marokko · Mauritanië · Mauritius · Mexico · Micronesië · Moldavië · Monaco · Mongolië · Montenegro · Mozambique · Myanmar · Namibië · Nauru · Nederland · Nepal · Nicaragua · Nieuw-Zeeland · Niger · Nigeria · Noord-Korea · Noorwegen · Oeganda · Oekraïne · Oezbekistan · Oman · Oostenrijk · Oost-Timor · Pakistan · Palau · Palestina · Panama · Papoea-Nieuw-Guinea · Paraguay · Peru · Polen · Portugal · Puerto Rico · Qatar · Roemenië · Rusland · Rwanda · Saint Kitts en Nevis · Saint Lucia · Saint Vincent en Grenadines · Salomonseilanden · Samoa · San Marino · Sao Tomé en Principe · Saoedi-Arabië · Senegal · Servië · Seychellen · Sierra Leone · Singapore · Slovenië · Slowakije · Soedan · Somalië · Spanje · Sri Lanka · Suriname · Swaziland · Syrië · Tadzjikistan · Tanzania · Thailand · Togo · Tonga · Trinidad en Tobago · Tsjaad · Tsjechië · Tunesië · Turkije · Turkmenistan · Tuvalu · Uruguay · Vanuatu · Venezuela · Verenigde Arabische Emiraten · Verenigde Staten · Vietnam · Wit-Rusland · Zambia · Zimbabwe · Zuid-Afrika · Zuid-Korea · Zweden · Zwitserland · Onafhankelijke atleten